# 盛岡スコーレ高等学校
盛岡スコーレ高等学校（もりおかスコーレこうとうがっこう）とは、岩手県盛岡市にある私立の総合高等学校。
学校法人スコーレが運営している。「スコーレ」とは、ギリシャ語で学校（スクール）を意味する。

## 沿革
- 1933年（昭和8年）　盛岡友の会生活学校が盛岡市菜園に創立
- 1955年（昭和30年） 新校舎完成に伴い盛岡市向中野へ移転
- 1961年（昭和36年） 高等学校認可承認に伴い、学校法人向中野学園・向中野学園高等学校へ名称変更
- 1998年（平成10年）　盛岡スコーレ高等学校へ名称変更
- 2001年（平成13年）　全学科男女共学制となる
- 2003年（平成15年）　法人名を「スコーレ」へ変更

## 設置学科
- 総合学科
  - 単位制・選択制・ハウス制・チューター制

## 部活動

### 体育部
- バスケットボール部（男・女）
- バレーボール部（女）
- ハンドボール部（男・女）
- バドミントン部（男・女）
- 卓球部（男・女）
- 陸上部（男・女）

### 文化部
- 美術工芸部
- 合唱部
- 吹奏楽部
- 演劇部
- 英語部
- 文芸部
- ホームマネージメント部
- 軽音楽部
- 総合創作同好会

## 姉妹校
- スコーレ幼稚園

## 交通アクセス
- JR東日本・IGRいわて銀河鉄道、盛岡駅東口13番のりばより岩手県交通バス利用
  - 「517」に乗車した場合、｢盛岡スコーレ高校前｣下車。徒歩1分。
  - ｢527・528・505｣に乗車した場合、「向中野四丁目」下車。徒歩5分[1]。
- JR東日本仙北町駅より徒歩20分。

## その他
- 校歌（スコーレソング）は1・2番が日本語、3番が英語、4番が韓国語の3言語混合となっている。作詞／作曲：沢知恵
- 2006年に当時社会科を担当していた教諭が風俗営業法違反で逮捕されたほか[2]、2008年には事務長が手形を偽造した罪で逮捕されている[3]。